# 黃鰭擬金眼鯛
黃鰭擬金眼鯛（學名：P. xanthoptera），又稱黃鰭單鰭魚，為輻鰭魚綱鱸形目鱸亞目擬金眼鯛科的其中一個種，分布於西北太平洋日本海域，本魚體側扁呈卵形，尾柄細長，眼大，吻圓鈍，無脂性眼瞼，下頜稍突出，腹鰭較小，位於近胸處，背部紅褐色，腹部銀白色，體長可達15公分。棲息在珊瑚礁區，屬夜行性魚類，屬肉食性，生活習性不明，可作為食用魚。

## 扩展阅读
維基物種上的相關：黃鰭擬金眼鯛